# Streifen-Kegelschnecke
Der Gestreifte Kegel, auch die Gestreifte Kegelschnecke oder Streifen-Kegelschnecke (Conus striatus) ist eine Schnecke aus der Familie der Kegelschnecken (Gattung Conus), die im Indopazifik lebt. Das Gift dieser fischfressenden Kegelschnecke ist auch für Menschen gefährlich.

## Merkmale

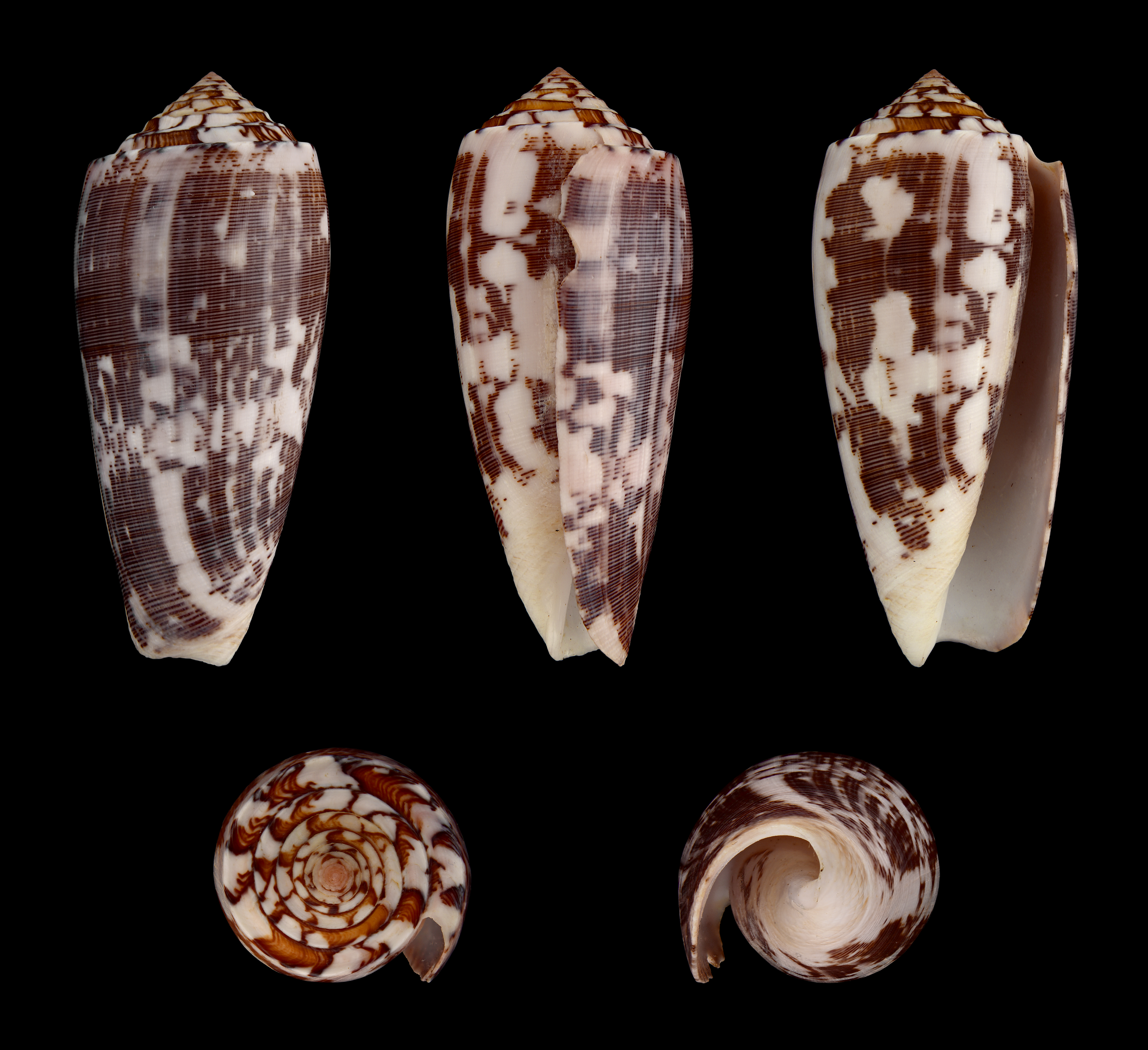
Gehäuse von Conus striatus

Das im vorderen und mittleren Teil umgekehrt kegelförmige Schneckenhaus von Conus striatus nähert sich im hinteren Abschnitt einer zylindrischen bis konvexen Form an. Bei ausgewachsenen Schnecken erreicht es eine Länge von 5,5 bis 12,9 cm. Die Grundfarbe des Gehäuses ist weiß und stellenweise grau, blau, rosa oder violett schattiert. Die Oberfläche des Körperumganges hat auf ihrem weißen Grund braune bis schwarze Flecken und ist mit spiralig verlaufenden Streifen überzogen. Die Umgänge sind im Gewinde treppenartig voneinander abgesetzt und mosaikartig gemustert. Sie bilden einen flachen, bisweilen leicht konkaven Kegel. Das Periostracum ist gelb bis olivgrün oder rotbraun, dünn und durchscheinend.
Die Oberseite des Fußes ist weiß und mit dichten brauen Flecken. Die weiße Fußsohle ist braun gesprenkelt. Das Rostrum ist weiß bis beige mit brauen Flecken und Längsstreifen außer distal. Die Fühler und die Spitze des Siphos sind ungefleckt weiß.
Der Sipho und der Rüssel (die Proboscis) mit seinen Harpunenzähnen können annähernd auf Körperlänge der Schnecke ausgestreckt werden.
Die mit einer Giftdrüse verbundenen Radula-Zähne sind lang und haben an der Spitze einen kurzen vorderen Widerhaken, auf der Gegenseite einen langen hinteren Widerhaken mit einer gebogenen Spitze und einen kurzen zusätzlichen Haken zwischen und fast senkrecht zu den anderen. Eine Sägung mit Zähnchen und ein Sporn fehlen.

## Verbreitung
Der Gestreifte Kegel ist weit verbreitet und tritt im Roten Meer sowie im Indischen Ozean um das Aldabra-Atoll, Madagaskar, die Maskarenen, Mauritius und vor Tansania auf, im Pazifischen Ozean von den Philippinen bis einschließlich Hawaii, vor Australien, Neuseeland, Neukaledonien und Thailand.

## Lebensraum
Gestreifte Kegel leben auf Sand in Korallenriffen bis 20 m Tiefe, oft unter Felsen. Sie graben sich oft in den sandigen Untergrund ein.

## Lebenszyklus
Wie alle Kegelschnecken ist Conus striatus getrenntgeschlechtlich, und das Männchen begattet das Weibchen mit seinem Penis. Aus den Eikapseln schlüpfen Veliger-Larven, die wiederum eine Metamorphose zur Schnecke durchmachen. Die Eier haben einen Durchmesser von 235 bis 255 µm. Hieraus wird zurückgeschlossen, dass die pelagische Periode der Veliger etwa 19 bis 20 Tage dauert. In Hawaii wurde im Versuch bei einem Ei-Durchmesser von 250 µm eine pelagische Periode von 21 Tagen beobachtet.

## Nahrung

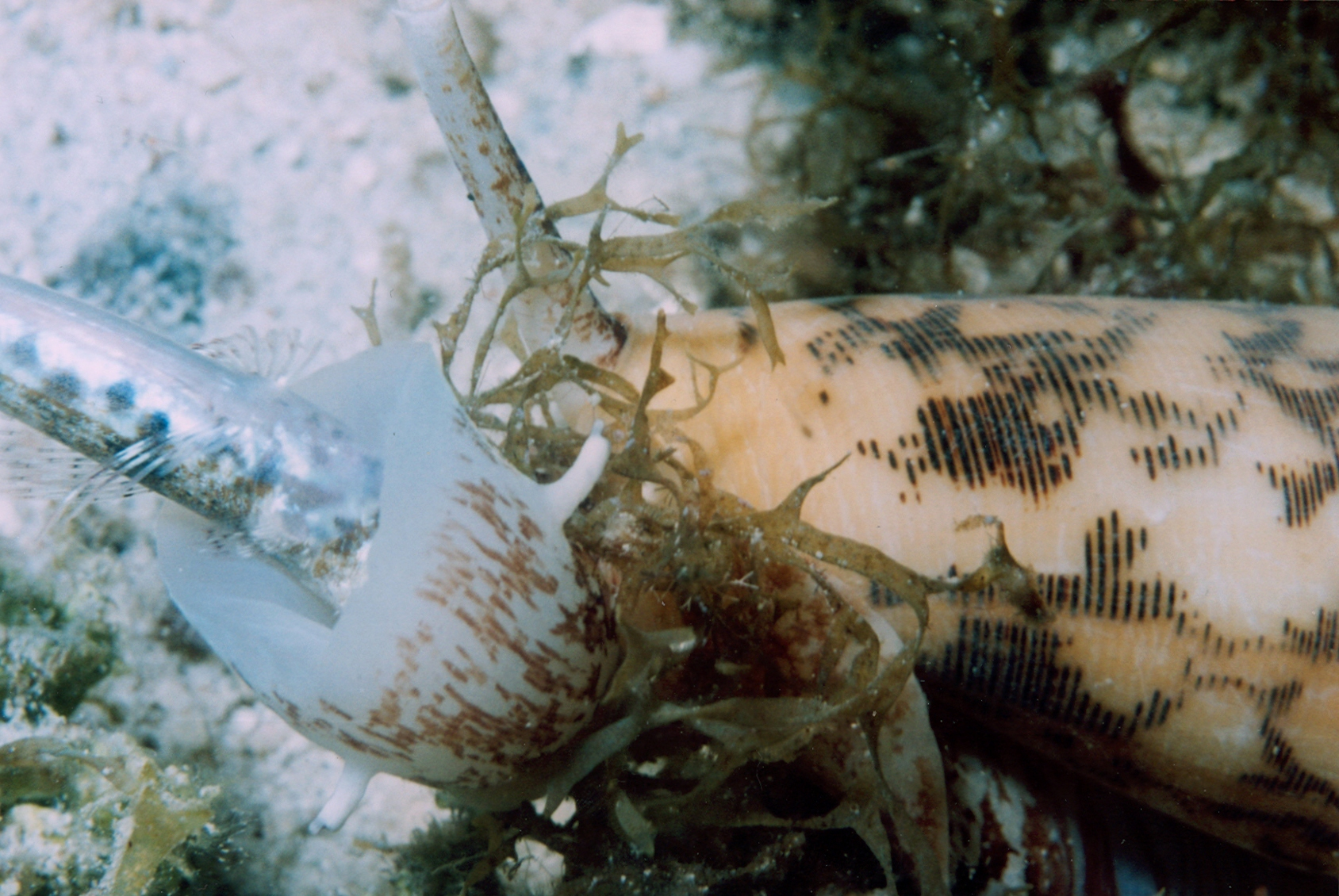
Conus striatus mit erbeutetem Fisch

Die Beute von Conus striatus besteht überwiegend aus Fischen, gelegentlich werden auch Weichtiere gefressen. Die Kegelschnecke jagt vorwiegend nachts und kriecht an Fische heran, die sich ausruhen, streckt ihre Proboscis zu ihnen aus und sticht mit der Harpune zu. Das Gift wirkt in Sekundenschnelle. Die Beute wird innerhalb weniger Sekunden verschluckt. Im Versuch kurz zuvor getötete Fische werden teils ignoriert, teils ebenfalls harpuniert und gefressen.

## Feinde
Als Feinde des gestreiften Kegels wurden räuberische Schnecken beobachtet, darunter der Weberkegel (Conus textile) sowie die Art Pleuroploca filamentosa (Familie Fasciolariidae).

## Bedeutung für den Menschen
Conus striatus ist auf Grund seiner gemusterten Gehäuse ein beliebtes Sammlerobjekt, so dass der Mensch als ein Hauptfeind gelten kann. Der Gestreifte Kegel wird allerdings nicht in der Roten Liste aufgeführt.
Wie andere Kegelschnecken setzt der Gestreifte Kegel seine giftige Harpune nicht nur zum Beutefang, sondern auch zur Verteidigung ein. Sein Giftzahn kann Handschuhe und Taucheranzüge durchdringen. Es gibt kein Antidot, so dass eine Behandlung darauf abzielt, den Betroffenen bis zum Abbau der Giftstoffe am Leben zu halten.

## Gift
Das Gift dieser Art besteht aus glykosylierten Peptiden, eines mit 30 Aminosäuren und eines mit 37 Aminosäuren.
Das Gift bewirkt tetanusähnliche Krämpfe. In Experimenten konnte festgestellt werden, dass das Gift die Natriumkanäle in Mäuseneuroblasten und Rattengehirnen inaktiviert.